# Jertovec
 Jertovec  falu Horvátországban Krapina-Zagorje megyében. Közigazgatásilag Konjščinához tartozik.

## Fekvése
Krapinától 30 km-re, községközpontjától 2 km-re délkeletre a megye keleti részén, a Horvát Zagorje területén fekszik.

## Története
A településnek 1857-ben 333, 1910-ben 784 lakosa volt. Trianonig Varasd vármegye Zlatari járásához tartozott. 2001-ben 791 lakosa volt.

## Külső hivatkozások
Konjščina község hivatalos oldala